# Алексеевский приют (Пушкин)
Алексеевский детский приют Мариинского ведомства — историческое здание в Пушкине. Построен в 1905 году. Выявленный объект культурного наследия. Расположен на Октябрьском бульваре, дом 20/49, на углу с Оранжерейной улицей.

## История
Здание приюта возведено на деньги, завещанные тайным советником Н. С. Адамовичем. Земля была бесплатно выделена Царскосельским Дворцовым правлением. Строительство вёл техник А. В. Друкер, оно началось в 1904 году, а открыт приют был 5 октября 1905 года (освящён 15 ноября 1905 года). На двух первых этажах здания разместился приют, названный в память Адамовичей, на 90 приходящих детей. В третьем этаже разместился бывший Царскосельский приют (существовавший с 1842 года), названный сиротским отделением, на 40 мальчиков.
После Октябрьской революции в здании разместился детский дом, первыми его обитателями были дети, пострадавшие от голода в Поволжье. Со временем детдом получил имя Сталина. В Великую Отечественную войну дети были эвакуированы. После занятия Пушкина советской армией в доме размещался штаб 42-й армии. После войны здание занимал 49 специальный детский дом имени Сталина, затем оно было передано для размещения Ленинградского головного зонального вычислительного центра Министерства связи.

## Архитектура
Здание кирпичное, трёхэтажное на высоком цоколе. В его отделке использован красный облицовочный кирпич и светлые штукатурные детали, в частности профилированные карнизы, тяги, наличники, руст по углам здания и ризалитов. Дворовый фасад здания был перестроен при послевоенном восстановлении.